# Associação Desportiva Leônico
Maillots
L'Associação Desportiva Leônico est un club brésilien de football basé à Simões Filho dans l'État de Bahia.

## Palmarès
- Championnat de Bahia de football
  - Champion : 1966